# La razón de vivir
La razón de vivir é uma telenovela mexicana, produzida pela Televisa e exibida em 1966 pelo Telesistema Mexicano.

## Elenco
- Carmen Montejo
- Aldo Monti
- Daniel Riolobos
- Óscar Morelli